# Fondation Ibn Tufayl d'études arabes
La Fondation Ibn Tufayl d'études arabes (en espagnol : Fundación Ibn Tufayl de Estudios Árabes) est une fondation culturelle, dont l'objectif principal est la promotion et la diffusion des recherches à propos de la langue, la littérature et l'histoire du monde arabe. Elle est spécialisée en particulier dans la culture et l'histoire d'al-Andalus, l'endroit de rencontre de la civilisation islamique et occidentale. 
La fondation a été établie en 2003 et prend le nom du philosophe arabo-andalou Ibn Tufayl. Elle a actuellement plus de cent collaborateurs exterieurs qui appartiennent a des disciplines académiques différentes. 
Le siège de la fondation se trouve à Almería, en Espagne.